# Piet-Hein Geeris
För andra betydelser, se Piet Hein (olika betydelser).
Piet-Hein Geeris, född den 29 mars 1972 i Boxtel, Nederländerna, är en nederländsk landhockeyspelare.
Han tog OS-guld i herrarnas landhockeyturnering i samband med de olympiska landhockeytävlingarna 2000 i Sydney.